# Йоганн Геммерле
Йоганн Геммерле (нім. Johann Hämmerle; 22 жовтня 1897, Брегенц — 12 серпня 1982, Гогенемс) — австро-угорський, австрійський і німецький військовий інженер, генерал-інженер (аналог генерал-майора) люфтваффе (28 лютого 1944).

## Сім'я
Син матроса Йоганна Геммерле і його дружини Марії, уродженої Кабеле. 25 квітня 1944 року одружився у Відні.

## Нагороди
- Бронзова медаль «За хоробрість» (Австро-Угорщина)
- Срібна і бронзова медаль «За військові заслуги» (Австро-Угорщина) з мечами
- Хрест «За військові заслуги» (Австро-Угорщина) 3-го класу з військовою відзнакою і мечами
- Військовий Хрест Карла
- Медаль «За поранення» (Австро-Угорщина) для інвалідів
- Пам'ятна військова медаль (Австрія) з мечами
- Орден Заслуг (Австрія), срібний знак
- Почесний хрест ветерана війни з мечами
- Медаль «За вислугу років у Вермахті» 4-го, 3-го, 2-го і 1-го класу (25 років)
- Нагрудний знак «За поранення» в чорному — заміна австро-угорської медалі «За поранення».